# タチアナ・プロスクリアコフ

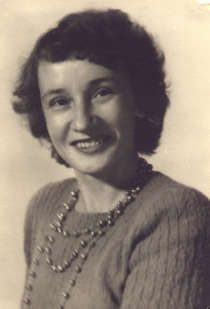
タチアナ・プロスクリアコフ

タチアナ・プロスクリアコフ（Tatiana Proskouriakoff、1909年1月23日 - 1985年8月30日）は、ロシア帝国生まれのアメリカ合衆国のマヤ碑文研究者、考古学者。マヤ碑文が従来言われていたような暦や天文学に関するものではなく、歴史を記したものであることを明らかにし、マヤ文明研究に革命を起こした。

## 生涯
プロスクリアコフはシベリアのトムスクで生まれた。ロシアでの名はタチヤーナ・アヴェニーロヴナ・プロスクリャコーヴァ（Татьяна Авенировна Проскурякова）であった。父のアヴェニールは化学者で、第一次世界大戦中の1915年にロシアの武器買いつけ代理人としてアメリカ合衆国を訪問した。翌年タチアナをふくむ一家もアメリカ合衆国に移った。翌1917年にロシア革命がおきると、一家はアメリカ合衆国に永住することを決め、1924年にアメリカに帰化した。
プロスクリアコフはフィラデルフィアで育ち、1930年にペンシルベニア州立大学の建築学の学士(BS)の学位を取得して卒業したものの、世界恐慌のために建築関係の職が得られず、デパートに勤めながら、ペンシルベニア大学博物館でボランティアでイラストを描く仕事をした。同博物館でマヤ文明を担当していたリントン・サタースウェイトはプロスクリアコフのイラストの技能を高く評価し、1936年および1937年にグアテマラのピエドラス・ネグラスを調査する際に、プロスクリアコフはその一員として参加した。
プロスクリアコフによるピエドラス・ネグラスの図版には、この地の最盛期の状態の復元図が含まれていた。カーネギー研究所のシルヴェイナス・モーリーはこの図を高く評価し、ほかのマヤ遺跡についても同様の図を描いてもらうことにした。1939年から1942年にかけて、カーネギー研究所のイラストレーターとしてプロスクリアコフはコパン、チチェン・イッツァ、プウク地域を訪れて図を作成した。
プロスクリアコフが単なるイラストレーターにとどまらない能力を持つことが明らかになったため、1943年にカーネギー研究所考古学部門の常勤の考古学者の職を得た。
1958年にカーネギー研究所の考古学部門が解体すると、プロスクリアコフはピーボディ考古学・民族学博物館に移り、1970年には同博物館のマヤ美術のキュレーターに就任した。
1962年にアルフレッド・V・キダー賞を受賞したが、そのメダルは彼女自身がデザインしたものだった。1983年にアメリカ哲学協会の会員に選ばれた。
晩年はアルツハイマー病を患い、1985年にマサチューセッツ州ウォータータウンで没した。遺体は火葬されてピエドラス・ネグラスに埋められた。

## 主な著書
プロスクリアコフがカーネギー研究所のために作成したイラストは、1946年に『マヤ建築アルバム』として出版された。
- An Album of Maya Architecture. Carnegie Institution of Washington. (1946)

1950年の著書では、マヤのモニュメントの様式による新しい編年方法を提出した。これによってマヤの碑文は20-30年の幅で時代を確定できるようになった。
- A Study of Classic Maya Sculpture. Carnegie Institution of Washington. (1950)

1960年に発表したピエドラス・ネグラスのモニュメントに関する論文はもっとも有名で、特定のパターンを持つ石碑がピラミッドの前に建てられ、特定のマヤ文字の前にそのピラミッドが建てられる直前の日付があること、別の文字の前にそれから12-31年前の日付があることを指摘し、それぞれ統治者の即位と誕生の日付であると考えた。最初の碑が建てらた後、5トゥン（5年弱）ごとに別の碑が建てられていき、碑の数から統治者の一生は56-64年であるとした。当時は碑文が天文学に関するものと広く信じられていたが、プロスクリアコフはこのように碑文を解読しないまま、その内容が歴史に関するものであることを明らかにした。
- “Historical implications of a pattern of dates at Piedras Negras, Guatemala”. American Antiquity 25 (4):  454-475. (1960). JSTOR 276633.

1963年から翌年にかけて、ヤシュチランのレリーフ研究を発表した。プロスクリアコフは文字の解読を行うことのないまま、それぞれの字がどのような意味を表すかを明らかにすることができた。
- “Historical data in the inscriptions of Yaxchilán”. Estudios de Cultura Maya 3:  149-167. (1963).
- “Historical data in the inscriptions of Yaxchilán. Part II”. Estudios de Cultura Maya 4:  177-202. (1964).

その後はチチェン・イッツァのセノーテで見つかった翡翠製品に関する著書を出版した。
- Jades from the Cenote of Sacrifice. Harvard University Press. (1974)

『マヤの歴史』は没後に出版された。
- Rosemary Joyce, ed (1993). Maya History. University of Texas Press